# Contabilidade

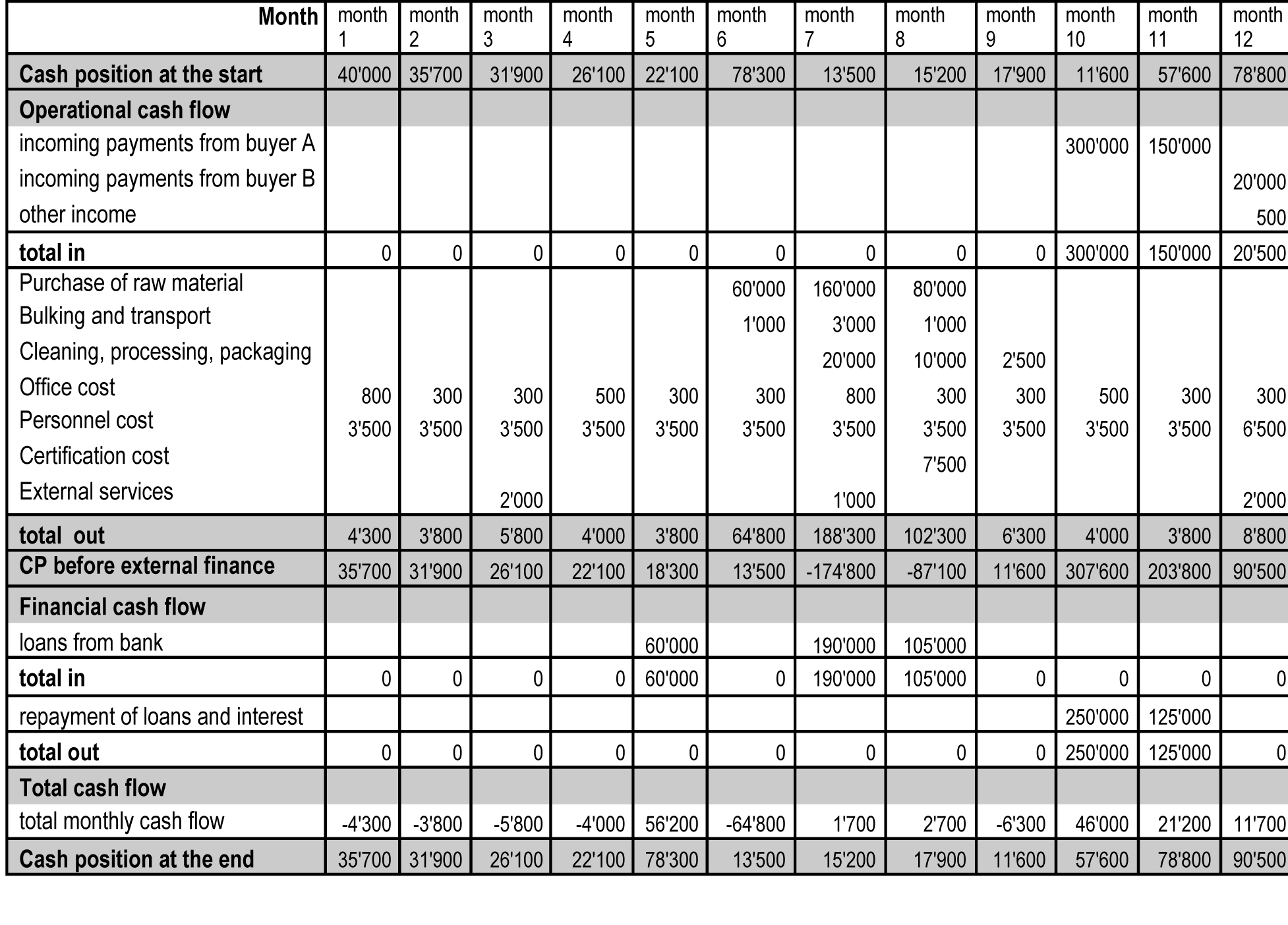
O fluxo de caixa é uma das ferramentas mais utilizadas pelas ciências contábeis

Contabilidade é uma ciência aplicada, que tem como objeto de estudo o patrimônio das entidades (ou a azienda, que é o patrimônio mais a pessoa que o administra), seus fenômenos e variações, tanto no aspecto quantitativo quanto no qualitativo, registrando os fatos e atos de natureza econômico-financeira que o afetam e estudando suas consequências na dinâmica financeira. "Contabilidade" deriva do termo italiano contabilità, numa referência ao uso das contas contábeis. Em suma, a contabilidade é a ciência que mede a riqueza (patrimônio) e a sua evolução.
A Contabilidade é a ciência que mede a realidade econômica de uma organização a fim de permitir o planejamento e controle adequados de entidades econômicas. Trata-se de um ramo do conhecimento cujos fundamentos e objetivos giram em torno da obtenção de medidas quantitativas e qualitativas para a tomada de decisões, através da aplicação de ferramentas e técnicas matemáticas para a produção de relatórios/demonstrativos contábeis/financeiros que evidenciem uma interpretação adequada da realidade econômica, financeira, física e patrimonial das entidades. Consequentemente, o processo de análise financeira baseia-se na aplicação de ferramentas e num conjunto de técnicas que se aplicam às demonstrações financeiras e outros dados complementares com o objetivo de obter medidas e relações quantitativas que indiquem o comportamento, não apenas da entidade econômica, mas também de algumas de suas variáveis mais importantes.
Contabilidade é, portanto, a ciência da medição, processamento e comunicação de informações econômico-financeiras sobre entidades econômicas, sejam elas empresas públicas ou privadas, com ou sem fins lucrativos ou uma nação (Contabilidade Nacional). A contabilidade, referida frequentemente como a "linguagem dos negócios", mede os resultados das atividades econômicas de uma organização e transmite essa informação a uma variedade de usuários incluindo investidores, credores, gerentes e agentes reguladores. A contabilidade também pode ser enxergada sob o ponto de vista das ciências exatas como um modelo. Nesse caso, tal modelo é construído através de simplificações do funcionamento econômico-financeiro de uma entidade. O modelo contábil assume premissas e, a partir destas, retrata o estado financeiro atual de uma entidade e os fluxos financeiros que compuseram cada um de seus estados. Como resultado, o modelo contábil gera resultados padronizados que podem ser comparados entre si e possibilitam também a comparação transversal de entidades diferentes. Conforme o economista Paulo Sandroni, a contabilidade é a ciência que "cuida da classificação, registro e análise de todas as transações realizadas por uma empresa ou órgão público, permitindo dessa forma uma constante avaliação da situação econômico-financeira. Tem por objeto o patrimônio econômico das pessoas físicas ou jurídicas, comerciais ou civis, bem como o patrimônio público e as questões financeiras do Estado. Seu objetivo é permitir o controle administrativo e o fornecimento de informações precisas a investidores, credores e ao público. Envolve todos os aspectos empresariais ou públicos que possam ser expressos em números, como o ativo (propriedade), o passivo (dívidas), as receitas e despesas, os lucros e perdas e os direitos de investidores".
De acordo com a doutrina oficial brasileira (organizada pelo Conselho Federal de Contabilidade), a contabilidade é uma ciência social da mesma forma que a economia e a administração. Esta ciência surgiu em decorrência de necessidade, quando a sociedade produzia excedentes que necessitavam ser contabilizados. No Brasil, os profissionais de contabilidade em geral são chamados de contabilistas ou contadores. Aqueles que concluem os cursos de nível superior de ciências contábeis recebem o diploma de bacharel em ciências contábeis. Recebem a titulação de "contador" os bacharéis aprovados no exame de suficiência do Conselho Federal de Contabilidade. Recebem o título de técnico de contabilidade os profissionais que têm formação de nível técnico e que tenham obtido seu registro até 1 de junho de 2015. Em maio de 2016, o Conselho Federal de Contabilidade (CFC) apurou, no Brasil, a existência de 572 961 profissionais da contabilidade e 53 321 organizações contábeis ativas. A pedra-símbolo da contabilidade é o rubislite. O rubislite faz parte do anel do contabilista, que representa a capacitação profissional do contador. O padroeiro dos contadores é São Mateus, que era coletor de impostos. O dia do contador é comemorado em 22 de setembro enquanto que o dia do contabilista é comemorado em 25 de abril.

## História

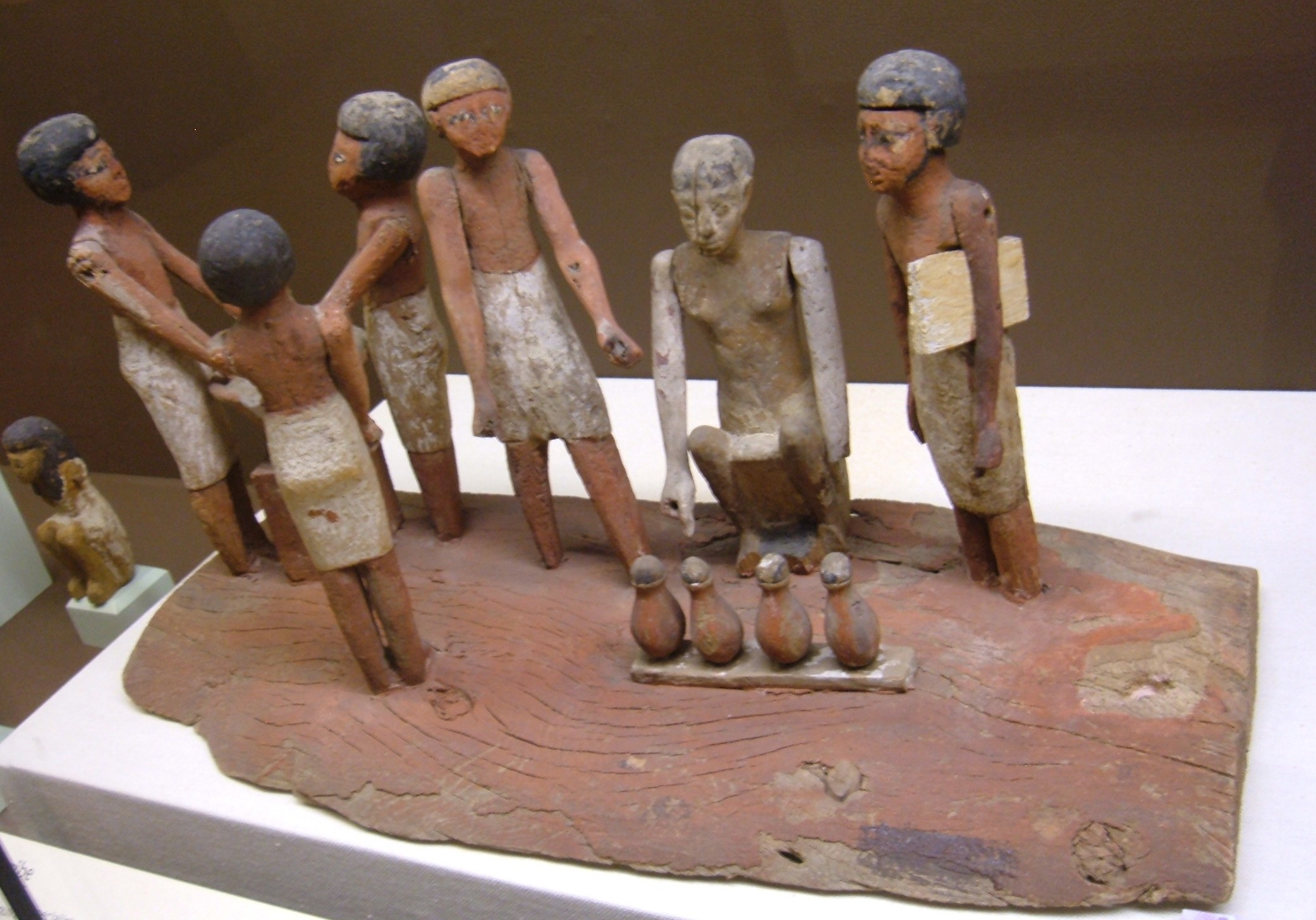
Fabricação de cerveja no Egito antigo com escriba registrando o número de garrafas produzidas

Há relatos de que as primeiras manifestações contábeis datam de cerca de 2000 a.C., com os sumérios e há quem diga que a linguagem escrita foi inventada por contadores primitivos. Num mercado baseado na troca de mercadorias, a contabilidade servia para definir quanto alguém possuía de uma determinada mercadoria e qual o valor de troca dessa mercadoria em relação a outra.
A contabilidade iniciou-se empiricamente com Leonardo Fibonacci. Com o monge Luca Pacioli, principal divulgador do método das partidas dobradas, encerrou-se a fase empírica e menos organizada da contabilidade a partir do século XV.

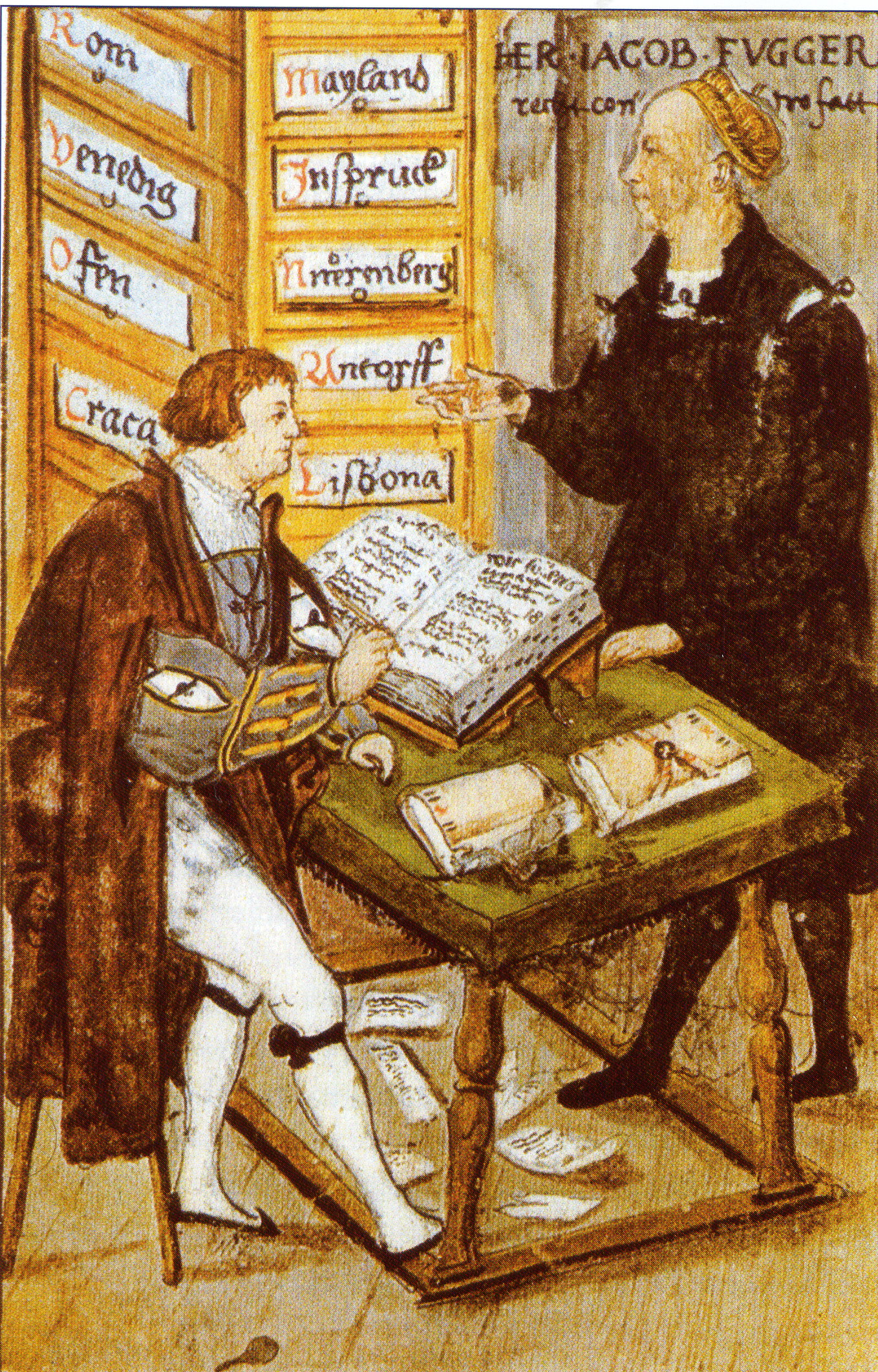
Gravura de 1517 mostrando o banqueiro Jacob Fugger em seu escritório ditando para seu contador-chefe M. Schwarz

No tempo do rei Dom Fernando I, no Reino de Portugal, eram os contadores e os porteiros que desempenhavam as funções de contabilistas e estes respondiam perante os Vedores da Fazenda da casa régia.
Até a primeira metade da década de 1970, o profissional do ofício técnico também era conhecido como "guarda-livros" (correspondente do inglês bookkeeper), mas o termo caiu em desuso.
A complexidade crescente das corporações e governos levou a uma preocupação da sociedade com a organização da atividade contábil. Até meados do século XX, muitos autores a viam como um processo (alguns a chamavam por isso de contabilidade histórica). Com a popularização da visão sistêmica e o advento do estruturalismo, que passaram a ser desenvolvidos na economia e na sociologia, os autores contábeis começaram a pensar em termos estruturalistas: no Brasil, diante das peculiaridades próprias da aplicação da matéria, foi proposto um sistema de funções (ver funcionalismo) que atendesse os três principais objetivos contábeis: registro, controle e informação. Mas logo surgiriam outras propostas, visando a satisfazer diferentes usuários da atividade contábil:
- Em economia, foi proposto a contabilidade ser um sistema inserido dentro dos sistemas econômicos maiores, como o das empresas (microeconomia) e dos governos (macroeconomia). Dessa forma passou a ser visto com naturalidade o uso da matemática e da estatística para obtenção e interpretação das informações contábeis;
- Em administração, surgiu a proposta de um sistema baseado em princípios contábeis, capaz de organizar a atividade para fins de atender a padronização da informação contábil e de outras necessidades dos administradores;
- Em países como o Brasil, onde a legislação é um fator decisivo na forma final que receberá a atividade, há a ideia do Sistema de Contabilidade ser um sistema de escrituração: a contabilidade de custos, por exemplo, é vista pelos legisladores como um sistema à parte do sistema contábil, havendo um dispositivo que permite, contudo, que a empresa possa optar por integrar ou não, à sua escrituração, o sistema de custos.

Todos os três tipos de propostas acima sofreram inúmeras modificações ao longo dos anos, que procuraram acompanhar o desenvolvimento acelerado das atividades econômicas e administrativas. Não se pode negar que a proliferação dos sistemas informatizados de contabilidade foi a mais profunda inovação para a atividade. Informações transmitidas via internet e o uso de softwares contábeis estão revolucionando o ambiente contábil. A contabilidade não poderia ignorar os inúmeros recursos que a informática pode proporcionar ao seu mister de controle e estudo do patrimônio.
Ao contrário do que possa parecer, todavia, esses sistemas não eliminaram totalmente a contabilidade tradicional. Eles organizam os dados em informações como qualquer software administrativo, mas, sem o conhecimento científico e profissional contábil capaz de trabalhar essa infinita gama de informações, não conseguirão servir com eficácia aqueles que, em última instância, foram quem patrocinaram todas as mudanças da atividade: os citados usuários (gestores, legisladores, acionistas, etc.).

### No Brasil
A partir de 1770 surgiu a primeira regulamentação da profissão contábil em terras brasileiras, quando Dom José, rei de Portugal, expediu a carta de lei a todos os domínios lusitanos. Neste documento, dentre outras regulamentações, ficava estabelecida a obrigatoriedade de registro da matrícula de todos os guarda-livros na junta comercial.
Em 28 de junho de 1808, a Corte Portuguesa emitiu alvará que incluía a seguinte orientação:
| “ | I - Para que o método de escrituração e fórmulas de contabilidade da minha Real fazenda não fique arbitrário, e sujeito à maneira de pensar de cada um dos meus contadores gerais, comunico que sou servido a criar para o referido Erário: ordeno que a escrituração seja a mercantil por partidas dobradas, por ser a única seguida pelas Nações mais civilizadas, assim pela sua brevidade para o manejo de grandes somas, como, por ser a mais clara, e a que menos lugar dá a erros e subterfúgios, onde se esconde a malícia e a fraude dos previcatários. | ” |

Em 1870, aconteceu a primeira regulamentação brasileira da profissão contábil, por meio do decreto imperial 4 475. Foi reconhecida oficialmente a Associação dos Guarda-Livros da Corte, considerada como a primeira profissão liberal regulamentada no país.
Nesse período, foram dados os primeiros passos rumo ao aperfeiçoamento da área. Na contadoria pública, passou-se a somente admitir guarda-livros que tivessem cursado aulas de comércio. O exercício da profissão requeria um caráter multidisciplinar. Para ser guarda-livros, era preciso ter conhecimento das línguas portuguesa e francesa, esmerada caligrafia e, mais tarde, com a chegada da máquina de escrever, ser eficiente nas técnicas datilográficas.
Em 1902, o então presidente Rodrigues Alves declarou de utilidade pública, com caráter oficial, os diplomas conferidos pela Academia de Comércio do Rio de Janeiro, Escola Prática de Comércio de São Paulo, Instituto Comercial do Distrito Federal e Academia de Comércio de Juiz de Fora. Em 1915, foi fundado o Instituto Brasileiro de Contadores Fiscais. No ano seguinte, surgiram a Associação dos Contadores de São Paulo e o Instituto Brasileiro de Contabilidade, no Rio de Janeiro. Nove anos depois, em 1924, foi realizado o 1° Congresso Brasileiro de Contabilidade e foram lançadas as bases para a campanha pela regulamentação de contador e reforma do ensino comercial no Brasil.
Cresceram as articulações para o desenvolvimento da profissão contábil e, em 1927, foi fundado o Conselho Perpétuo, um embrião do que seria, no século XXI, o sistema Conselho Federal e Conselho Regional de Contabilidade. A instituição abrigava o Regime Geral de Contabilistas no Brasil, que concedia a matrícula aos novos profissionais aptos a desenvolverem a atividade de contadores. Este período foi marcado por turbulência políticas, revoluções e a chegada de Getúlio Vargas ao poder, em 1930. Em 1931, veio a primeira grande vitória da classe contábil: foi sancionado o decreto federal 20 158, que organizou o ensino comercial e regulamentou a profissão. Foi criado o curso de contabilidade, que formava dois tipos de profissionais: os guarda-livros, que cursavam dois anos, e perito-contadores, que cursavam três anos.

O caduceu é utilizado, no Brasil, como símbolo dos cursos de graduação em ciências contábeis, do Conselho Federal de Contabilidade e dos conselhos regionais de contabilidade

Daí para frente, várias vitórias aconteceram. No ano seguinte, foi sancionado o decreto federal 21 033, estabelecendo novas condições para o registro de contadores e guarda-livros. Com esta lei, resolveu-se o problema dos profissionais da área que possuíam apenas o conhecimento empírico, prático, determinando as condições e prazos para o registro desses profissionais. A partir desse momento, o exercício da profissão contábil passou a estar ligada, indissoluvelmente, à preparação escolar. Ou seja, quem desejasse abraçar a carreira, teria, primeiro, que estudar.
Dentre outras, esta vitória marcou a trajetória da profissão no Brasil, sendo bastante comemorada pelas lideranças da área na época. Com isso, multiplicaram-se as gestões para a criação do Conselho Federal de Contabilidade (CFC), a exemplo do que já acontecia na engenharia e advocacia, até então as únicas de nível universitário regulamentadas no país.
Os contabilistas brasileiros não perderam tempo. A imediata criação do Conselho Federal de Contabilidade, logo após a edição do decreto-lei 9 295, demonstrou a pressa que tinham para ver logo em funcionamento seu órgão de classe. Mas, na verdade, a criação desse órgão já era tardia quando começou a tramitar o primeiro projeto de lei a respeito.
Tão logo instalado, o Conselho Federal de Contabilidade já começou a atuar para cumprir a função para a qual foi criado. Uma das primeiras providências do Conselho Federal foi criar as condições para a instalação e funcionamento dos conselhos regionais. Já na terceira reunião, realizada no dia 11 de outubro de 1946, ainda na sala do Ministério do Trabalho, foi criada uma comissão para organizar os conselhos regionais, composta pelos conselheiros Manoel Marques, José Dell'Aurea e Brito Pereira.
Na reunião seguinte, em 4 de novembro do mesmo ano, é aprovada a Resolução nº1/46, que dispões sobre a organização dos Conselhos Regionais de Contabilidade, criando as condições e estabelecendo as primeiras regras. Hoje, existe um conselho de contabilidade em cada unidade da federação.
As primeiras ações dos conselhos regionais eram direcionadas ao registro de profissionais. Pouco tempo depois, foram iniciadas as atividades de fiscalização: em alguns conselhos, mais intensificados que em outros, de acordo com as peculiaridades de cada um. Hoje, a fiscalização é tema de discussão em todas as reuniões de presidentes do Sistema CFC/CRCs. Os conselhos regionais de contabilidade, atualmente, além de registrar e fiscalizar o exercício profissional, promovem educação continuada, alguns em parcerias com o Conselho Federal e com universidades, oferecendo, aos profissionais da contabilidade, condições de se qualificarem e atenderem às exigências do mercado de trabalho, além de oferecerem, à sociedade, um serviço de qualidade.

#### Cronologia
A história da contabilidade no Brasil principia com as preocupações dos povos indígenas do Brasil quando ao controle do seu patrimônio de recursos naturais (caça, pesca, coleta, plantações de mandioca e milho etc.). Prossegue com o gerenciamento das atividades econômicas introduzidas pelos colonizadores europeus a partir do século XVI (extração do pau-brasil, plantio de cana-de-açúcar e fabricação de açúcar, mineração etc.) e com as atividades econômicas do Brasil independente a partir de 1822 (cultivo do café, industrialização etc.).

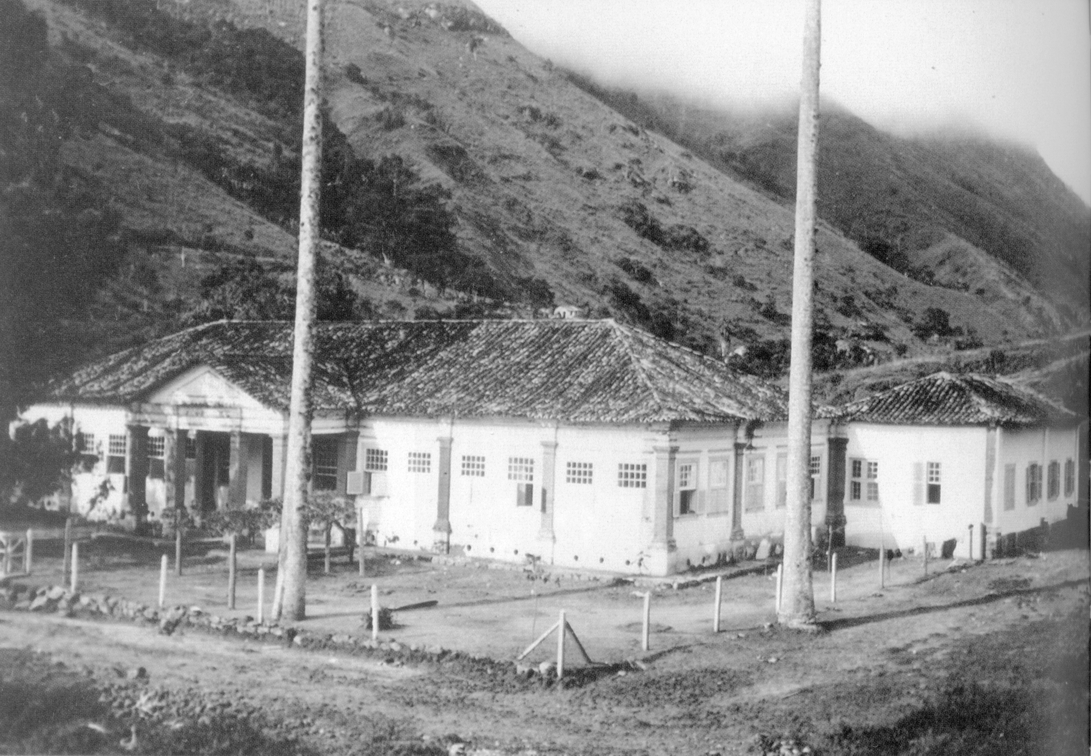
Fazenda de café em Paty do Alferes no início do século XX.

Com o início da colonização portuguesa do Brasil, no século XVI, chegaram, ao país, os provedores da fazenda, que eram responsáveis pela escrituração contábil do governo colonial. Em 1808, com a transferência da corte portuguesa para o Brasil, dom João VI publicou um alvará obrigando todos os contadores gerais da Real Fazenda a aplicarem o método das partidas dobradas na escrituração mercantil. Na mesma época, se iniciou o ensino contábil no país, com a introdução da disciplina "Aula de Comércio da Corte".
Em 1850, o Código comercial do Brasil determinou a obrigatoriedade da escrituração contábil e a elaboração anual da demonstração do balanço geral. Em 1888, a escravidão foi abolida no país através da Lei Áurea: com isso, os escravos deixaram de constar nos balanços como ativos. Em 1902, com a criação da Escola de Comércio Álvares Penteado em São Paulo, o país adotou a escola europeia de contabilidade: basicamente, a italiana e a alemã. Grandes nomes brasileiros na linha italiana seriam Carlos de Carvalho, Francisco D'Auria e Frederico Herrmann Júnior. Em 1927 foi organizado o Primeiro Congresso Brasileiro de Contabilidade, marco histórico no sentido de se tentar padronizar e uniformizar a contabilidade brasileira por iniciativa dos próprios profissionais, tendo havidos outros desses eventos nos anos seguintes.
Em 1931, o decreto 20.158 organizou o ensino comercial e regulamentou a profissão contábil. Em 1940, o decreto 2 627 constituiu-se na primeira Lei das Sociedades por Ações do país.
Em 1945, a profissão contábil foi considerada carreira universitária. Em 1946, foram criados o Conselho Federal de Contabilidade e os conselhos regionais de contabilidade. No mesmo ano, com a criação da Faculdade de Economia e Administração da Universidade de São Paulo, a escola estadunidense de contabilidade foi introduzida no país. Tal escola passou a predominar, contudo, somente no início da década de 1970, com o lançamento do livro Manual da Contabilidade das Sociedades por Ações por uma equipe de professores dessa faculdade, entre eles Eliseu Martins, Sérgio de Iudigibus, Ariovaldo dos Santos e Ernesto Rubens Gelbke. Em 1976, a lei 6 404 (Lei das Sociedades por Ações) adotou a filosofia da escola estadunidense.
Em 2007, com o advento da Lei nº 11.638, a contabilidade brasileira passou a recepcionar de forma mais abrangente as Normas Internacionais de Contabilidade Financeira (IFRS).

## Usuários da contabilidade
Os usuários tanto podem ser internos como externos, e, mais ainda, com interesses diversificados, razão pela qual as informações geradas pela entidade devem ser amplas e fidedignas e, pelo menos, suficientes para a avaliação da sua situação patrimonial e das mutações sofridas pelo seu patrimônio, permitindo a realização de inferências sobre o seu futuro.
Os usuários internos incluem os administradores de todos os níveis, que usualmente se valem de informações mais aprofundadas e específicas acerca da Entidade, notadamente aquelas relativas ao seu ciclo operacional. Já os usuários externos concentram suas atenções, de forma geral, em aspectos mais genéricos, expressos nas demonstrações contábeis.
Em países com um ativo mercado de capitais, assume importância ímpar a existência de informações corretas, suficientes e inteligíveis sobre o patrimônio das Entidades e suas mutações, com vista à adequada avaliação de riscos e oportunidades por parte dos investidores, sempre interessados na segurança dos seus investimentos e em retornos compensadores em relação às demais aplicações. A qualidade dessas informações deve ser assegurada pelo sistema de normas alicerçado nos Princípios Fundamentais, o que torna a contabilidade um verdadeiro catalisador do mercado de ações.
O tema é vital e, por consequência, deve-se manter vigilância sobre o grau em que os objetivos gerais da contabilidade aplicada a uma atividade particularizada estão sendo alcançados. O entendimento das informações pelos próprios usuários pode levá-los a conclusão da necessidade de valer-se dos trabalhos de profissionais da contabilidade.

## Objetivos da contabilidade
Conforme as Normas Internacionais de Contabilidade (The Conceptual Framework for Financial Reporting — IASB – BV 2011 Blue Book), o objetivo da contabilidade financeira é gerar informação econômica útil para qualquer pessoa interessada no desempenho da entidade que reporta a informação.
As informações geradas pela contabilidade devem ajudar investidores e credores atuais e potenciais a tomar decisões de investimento e de crédito. Para avaliar as perspectivas da entidade em termos de entrada de fluxos de caixa futuros, investidores existentes e em potencial, credores por empréstimo e outros credores necessitam de informação acerca de recursos da entidade, reivindicações contra a entidade, e o quão eficiente e efetivamente a administração da entidade e seu conselho de administração têm cumprido com suas responsabilidades no uso dos recursos da entidade. Exemplos de referidas responsabilidades incluem a proteção de recursos da entidade de efeitos desfavoráveis advindos de fatos econômicos, como, por exemplo, mudanças de preço e de tecnologia, e a garantia de que a entidade tem cumprido as leis, com a regulação e com as disposições contratuais vigentes. Informações sobre a aprovação do cumprimento de suas responsabilidades são também úteis para decisões a serem tomadas por investidores existentes, credores por empréstimo e outros que tenham o direito de votar ou de outro modo exerçam influência nos atos praticados pela administração.
O objetivo da contabilidade financeira é fornecer informações contábil-financeiras acerca da entidade que reporta essa informação (reporting entity) que sejam úteis a investidores existentes e em potencial, a credores por empréstimos e a outros credores, quando da tomada decisão ligada ao fornecimento de recursos para a entidade. Essas decisões envolvem comprar, vender ou manter participações em instrumentos patrimoniais e em instrumentos de dívida, e a oferecer ou disponibilizar empréstimos ou outras formas de crédito.
Relatórios contábil-financeiros, gerados pela contabilidade financeira, fornecem informação acerca da posição patrimonial e financeira da entidade que reporta a informação, a qual representa informação sobre os recursos econômicos da entidade e reivindicações contra a entidade que reporta a informação. Os relatórios contábil-financeiros também fornecem informação sobre os efeitos de transações e outros eventos que alteram os recursos econômicos da entidade que reporta a informação e reivindicações contra ela. Ambos os tipos de informação fornecem dados de entrada úteis para decisões ligadas ao fornecimento de recursos para a entidade.
As informação sobre a natureza e os montantes de recursos econômicos e reivindicações da entidade que reporta a informação pode auxiliar usuários a identificarem a fraqueza e o vigor financeiro da entidade que reporta a informação. Essa informação pode auxiliar os usuários a avaliar a liquidez e a solvência da entidade que reporta a informação, suas necessidades em termos de financiamento adicional e o quão provavelmente bem sucedido será seu intento em angariar esse financiamento. Informações sobre as prioridades e as exigências de pagamento de reivindicações vigentes ajudam os usuários a predizer de que forma fluxos de caixa futuros serão distribuídos entre aqueles com reivindicações contra a entidade que reporta a informação.
De modo geral, os objetivos da contabilidade variam conforme a área da contabilidade. Exemplos:
- A Contabilidade Ambiental tem o objetivo de gerar informações que envolvam a interação da empresa com o meio ambiente, e que sejam úteis para a tomada de decisão dos usuários internos e externos, Enquanto veículo de divulgação das informações ambientais, pode oferecer ferramentas necessárias ao controle e divulgação do processo de gestão ambiental implantado pelas empresas, de acordo com os objetivos fixados.[30]
- Os objetivos da Contabilidade Financeira provêm dos órgãos reguladores, em especial, International Accounting Standard Board (IASB), em nível mundial, Financial Accounting Standard Board (FASB), no ambiente norte-americano, e Comissão de Valores Mobiliários (CVM), quando se trata do Brasil.[31] O objetivo da contabilidade financeira é gerar relatórios contábeis-financeiros de propósito geral, tais como Balanço Patrimonial e Demonstração do Resultado do Exercício.
- O objetivo da Contabilidade Aplicada ao Setor Público é fornecer aos usuários informações sobre os resultados alcançados e os aspectos de natureza orçamentária, econômica, financeira e física do patrimônio da entidade do setor público e suas mutações, em apoio ao processo de tomada de decisão; a adequada prestação de contas; e o necessário suporte para a instrumentalização do controle social.[32]
- Os objetivos da contabilidade de custos é mensurar e demonstrar informações financeiras e não financeiras relacionadas à aquisição e ao consumo de recursos pela organização.[33] A contabilidade de custos deve: fornecer informações para computar o custo de serviços, produtos e outros objetos de interesse da gestão; fornecer informações para o planejamento e controle; e fornecer informações para a tomada de decisão.
- A Contabilidade nacional objetiva mensurar os principais agregados macroeconômicos Trata-se de um sistema contábil que permite a avaliação da atividade econômica. Tem o objetivo de mostrar a situação econômica de um país ou de uma região em termos quantitativos.[34]

Para Horngren, Foster e Datar (2000), a contabilidade deve fornecer informações com vistas ao atendimento dos seguintes objetivos:
- formulação das estratégias gerais e dos planos de longo prazo – inclui o desenvolvimento de novos produtos e os investimentos em ativos tangíveis (móveis) e intangíveis (marcas, patentes ou recursos humanos) e, frequentemente, contempla a elaboração de relatórios específicos;
- decisões de alocação de recursos com ênfase no produto e no cliente – envolve frequentemente a elaboração de relatórios sobre a rentabilidade dos produtos ou serviços, categorias de marcas, clientes, canais de distribuição, etc;
- planejamento e controle de custo das operações e atividades — engloba relatórios sobre receitas, custos, ativos e exigibilidades das divisões, fábricas e outros centros de responsabilidade;
- mensuração do desempenho e avaliação das pessoas — envolve o estudo comparativo dos resultados planejados com aqueles obtidos, podendo basear-se em medidas financeiras ou não financeiras;
- adequação com a regulamentação externa e as exigências legais de publicação dos demonstrativos — abarca relatórios financeiros que são fornecidos aos acionistas que estão tomando decisões de comprar, manter ou vender ações da companhia.

## Fenômenos contábeis
Dentro de uma visão estruturalista com objetivos econômicos, os fenômenos contábeis se estudam sob os aspectos ambientais e que são os que envolvem o patrimônio; dividem-se em:
- endógenos: do ambiente aziendal;
- exógenos: do ambiente social, econômico, político, ecológico, legal, etc.

Mas também há a visão estruturalista com objetivos sociológicos, no qual o patrimônio é substituído como objeto pela gestão empresarial e pela informação. Nesse sentido, os fenômenos endógenos seriam os voltados para a informação dirigida a gestão, enquanto os fenômenos exógenos seriam os voltados para a informação de mercado (em inglês, disclosure).
Para serem reconhecidos como dados contábeis, dentro de um sistema contábil objetivo, os fenômenos devem estar materializados em fatos contábeis, os quais devem ser escriturados. Ou então em atos administrativos, que podem se tornar objeto de escrituração caso haja o objetivo de se implementar um controle administrativo contábil para fins de informação. Dessa forma, um sistema contábil deve ser aquele capaz de organizar os fatos contábeis a partir de três objetivos primordiais: registro, controle e informação.

## Demonstrações contábeis
As demonstrações financeiras são relatórios contábeis que apoiam a tomada de decisão nas empresas. Os demonstrativos mais importantes são:
- Balanço patrimonial;
- Demonstração do resultado do exercício (DRE);
- Demonstração dos Fluxos de Caixa (DFC);
- Demonstração das mutações do patrimônio líquido (DMPL);
- Demonstração do Valor Adicionado (DVA);
- Notas explicativas.

Outras demonstrações financeiras incluem:
- Demonstração das origens e aplicações de recursos (DOAR);
- Demonstração de lucros ou prejuízos acumulados (DLPA);
- Relatório de gestão;
- Parecer dos auditores independentes.

## Dimensões contábeis
Como contribuição para a sistematização e estudo desses fenômenos da prática contábil, poderíamos partir para uma classificação de "dimensões contábeis", dos seguintes grupos de relações formados a partir do ponto de vista dos contabilistas, e derivados das influências mais importantes observadas na atividade prática:
- Dimensão jurídica;
- Dimensão administrativa;
- Dimensão econômica.

As relações com várias outras matérias, apesar de intensas com algumas não citadas tal como por exemplo a informática ou ciência da computação, não se caracterizaria como uma nova dimensão pois, nessa relação, prevalece um caráter lógico-matemático estranho à matéria contábil. Mas, havendo o desenvolvimento para outras ciências relacionadas que não se atenham aos princípios da programação e processamento de dados, como parece ser a proposta de uma ciência da informação, essa restrição pode ser revista.
Dentro da dimensão econômica da matéria, pode-se considerar que os fatos contábeis se baseiam nas seguintes razões lógicas:
- A azienda tem necessidades;
- De acordo com as necessidades, cria suas finalidades ou metas;
- Para suprir as necessidades busca meios;
- O exercício ou utilidade dos meios gera funções.

O assunto, geralmente, é estudado sob o título "contabilidade multidimensional".

## Correntes do pensamento científico
Entende-se a contabilidade como ciência pois:
- Tem um objeto próprio de estudos;
- Estuda o objeto sob um aspecto peculiar ou próprio;
- Estabelece leis (relações entre fatos de validade geral e perene);
- Enseja a previsão de fatos;
- Tem metodologia específica;
- Tem tradição como conhecimento;
- Enseja aplicação do seu conhecimento.

Existem diversas correntes do pensamento científico da Contabilidade, sendo as consideradas próprias de figurarem como de dimensão predominantemente econômica as seguintes:
- Materialismo contábil
- Controlismo contábil
- Aziendalismo
- Patrimonialismo
- Universalismo
- Neopatrimonialismo

As correntes abaixo serviram para se reconhecer uma dimensão jurídica da contabilidade, a saber:
- Contismo
- Personalismo

A ressaltar ainda as teorias e técnicas desenvolvidas pelos anglo-americanos, as quais se enquadram na dimensão administrativa da Contabilidade e que, apesar de não se revestirem de caráter científico, são bastante influentes: auditoria (auditoria interna e auditoria externa), princípios contábeis geralmente aceitos (GAAPs), contabilidade divisional, contabilidade gerencial, da análise financeira e da consolidação dos balanços.

## Técnicas contábeis
A fim de atingir sua finalidade, a contabilidade utiliza as seguintes técnicas:
- Escrituração: consiste em efetuar, de forma sistematizada, os registros das ocorrências que influenciam a evolução patrimonial. A escrituração, portanto, é realizada levando em consideração a ordem cronológica de todos os acontecimentos. A técnica contábil da escrituração é baseada em documentos comprobatórios, ou seja, todos os acontecimentos a serem escriturados devem corresponder a um documento legalizado que comprove a sua veracidade;
- Demonstrações contábeis: consiste em apresentar todos os registros efetuados em uma forma condensada, que apresente os resultados atingidos pela empresa em um determinado período. Os fatos registrados devem constar em demonstrações expositivas, que, segundo a lei 6 404/76, são denominadas demonstrações financeiras;
- Auditoria: técnica que busca ratificar a exatidão dos registros já efetuados e apresentados nas demonstrações contábeis. Consiste em um exame pormenorizado de todos os dados escriturados pela contabilidade, verificando se todos foram efetuados seguindo os princípios fundamentais da contabilidade. Essa técnica pode ser aplicada de duas formas distintas: auditoria interna e auditoria externa;
- Análise de balanço: levando em consideração que as demonstrações contábeis representam dados sistematizados, que apresentam de forma sintética os resultados da empresa, nem sempre os usuários têm condições de interpretá-los. Assim, cabe à própria contabilidade decompor, comparar e interpretar os demonstrativos contábeis, com a finalidade de fornecer informações mais ágeis para os usuários.

## Equação fundamental da Contabilidade
A contabilidade toma emprestado muitos conceitos e ferramentas de outras ciências. No entanto, tem algo que é exclusivamente seu, que é a chamada "equação fundamental da contabilidade". Esta equação é escrita na forma A=P+PL e significa que o total de ativos (A) sempre é igual à soma do total de passivos (P) com o patrimônio líquido (PL). É desdobrada da equação A=P, anterior às teorias que introduziram o conceito de PL como a diferença entre ativos e passivos.

## Contas contábeis
Contas contábeis são a essência da contabilidade, que já foi chamada de "ciência das contas". Sem as contas, preferencialmente organizadas na forma cartesiana ou racional (ver análise contábil) e escrituradas pelo método das partidas dobradas (ver Escrituração), os sistemas de informação que se utilizam de dados empresariais devem ser denominados de gerenciais ou administrativos — e não contábeis (ver sistema de informação contábil).
As contas contábeis devem ser expressas com títulos em conformidade com os atos e fatos administrativos provocados, e figurar num plano de contas, de acordo com as suas características, similaridades ou eventos econômicos produzidos. Uma conta deve representar facilmente a operação realizada por uma entidade.
Conforme o artigo 178 da Lei 6 404/76, "no balanço patrimonial, as contas serão classificadas segundo os elementos do patrimônio que registrem, e agrupadas de modo a facilitar o conhecimento e a análise da situação financeira da companhia".

### Débito e crédito
Nos livros contábeis, os débitos se inscrevem no lado esquerdo das contas, e os créditos, no lado direito. Pelo método das partidas dobradas, a cada operação, correspondem um ou mais débitos e um ou mais créditos, sendo que a soma dos créditos será igual à soma dos débitos correspondentes. Se uma conta possuir mais débitos que créditos, terá saldo devedor, e se possuir mais créditos que débitos, terá saldo credor.
O fato de se identificarem as origens (credores) e destinos (devedores) dos recursos faz com que os conceitos de débito e crédito sejam difíceis de se compreender à primeira vista, já que eles são erroneamente associados a diminuições e aumentos de capital, respectivamente. Ou seja: crê-se, erroneamente, que débito é sempre ruim e que crédito é sempre bom.

## Princípios da contabilidade no Brasil
No Brasil, desde que a Lei nº 6.404/1976 (Lei das SA) os incluiu como matéria legislativa a ser observada pelos agentes do mercado de capitais, os princípios são objeto dos órgãos reguladores oficiais. O Conselho Federal de Contabilidade (CFC) definiu uma primeira versão em 1981, seguida pela Comissão de Valores Mobiliários (CVM) que emitiu uma deliberação em 1986 (Deliberação 29/1986), classificando-os em postulados, princípios propriamente ditos e convenções. Em 1993, (Resolução do CFC nº 750), ambas as entidades acordaram em declarar "Os princípios da Contabilidade", o que não significa que são mais importantes do que os outros ou que existam somente os sete definidos pela norma profissional citada.
Em 2008, a Deliberação 29/1986 da CVM foi revogada pela Deliberação nº 539/2008, que não mais os classifica em postulados, princípios e convenções, e sim a separá-los em Pressupostos Básicos e Características Qualitativas. Após esta data ocorreram novas atualizações.
Os Princípios da Contabilidade podem ser observados no exercício da profissão contábil e constituem condição de legitimidade das Normas Brasileiras de Contabilidade (NBC). Além disso, na aplicação dos Princípios Fundamentais de Contabilidade às situações concretas, a essência das transações deve prevalecer sobre seus aspectos formais.
A Resolução do CFC nº 750/1993 define os Princípios, que estão revestidos de universalidade e generalidade, elementos que caracterizam o conhecimento científico, justamente com a certeza, o método e a busca das causas primeiras.
Os princípios da Contabilidade, portanto, são os seguintes:
1. Entidade;
2. Continuidade;
3. Oportunidade;
4. Registro pelo valor original;
5. Correção ou Atualização Monetária (Revogado pela Resolução CFC nº. 1.282/2010).
6. Competência; e
7. Prudência.

PS: Em 29 de novembro de 2007 foi editada a Resolução CFC nº 1.111/2007 que aprova o Apêndice II da Resolução CFC nº 750/1993  e que trata sobre o "conteúdo e a abrangência dos Princípios Fundamentais de Contabilidade sob a perspectiva do Setor Público (Contabilidade Pública)".

### Princípio da Entidade
A Contabilidade deve ter plena distinção e separação entre pessoa física (PF) e pessoa jurídica (PJ). Enfim, o patrimônio da empresa jamais se confunde com o dos seus sócios. A contabilidade da empresa registra somente os atos e fatos ocorridos que se refiram ao patrimônio da empresa, e não os relacionados com o patrimônio particular de seus sócios.
Não se misturam transações de uma empresa com as de outra, mesmo que ambas sejam do mesmo grupo empresarial; é respeitada, portanto, a individualidade.
De acordo com a Resolução do CFC nº 750/1993, em seu art. 4º, o princípio da entidade reconhece o Patrimônio como objeto da Contabilidade e afirma a autonomia patrimonial, a necessidade da diferenciação de um Patrimônio particular no universo dos patrimônios existentes, independentemente de pertencer a uma pessoa, um conjunto de pessoas, uma sociedade ou instituição de qualquer natureza ou finalidade, com ou sem fins lucrativos. Por consequência, nesta acepção, o Patrimônio não se confunde com aqueles dos seus sócios ou proprietários, no caso de sociedade ou instituição. O parágrafo único da supracitada Resolução diz que o Patrimônio pertence à Entidade, mas a recíproca não é verdadeira. A soma ou a agregação contábil de patrimônios autônomos não resulta em nova Entidade, mas em uma unidade de natureza econômico contábil distinta daquela.
Portanto, a empresa deve registrar somente fatos que se refiram a seu patrimônio. Por exemplo, não se deve registrar como despesa da empresa uma conta particular do sócio.

### Princípio da Continuidade
O Princípio Contábil da Continuidade foi reconhecido no art. 5º da Resolução CFC nº 750/1993.
A continuidade significa que a Contabilidade efetua a avaliação do patrimônio e o registro das suas mutações considerando que a entidade, até evidências em contrário, terá sua vida continuada ao longo do tempo. É a hipótese básica de que a entidade cujo patrimônio está sendo contabilizado não está destinada à liquidação ou a qualquer forma de extinção, mas, sim, a continuar operando por tempo indeterminado, contínuo.
Isso não significa que em nenhuma situação se abandone a ideia da continuidade. Quando existirem evidências de que a empresa será descontinuada em decorrência de dificuldade financeira, de deliberação dos próprios sócios ou outra causa, esse fato terá então de ser necessariamente considerado. Só que, a partir do momento em que se trabalha com a hipótese de descontinuidade da empresa, a maioria dos demais princípios contábeis passa a não ser mais utilizada, e os princípios de avaliação e de classificação das demonstrações contábeis se alteram completamente.
Por exemplo, se não fosse a existência do Princípio Contábil da Continuidade, simplesmente não seria possível ter-se um Ativo Diferido ou uma boa parte das despesas antecipadas, ou, ainda, o Imobilizado registrado pelo valor de aquisição. Na hipótese da descontinuidade, a única forma possível de avaliar os elementos ativos de um patrimônio é com base nos seus possíveis valores a serem obtidos no caso de sua efetiva realização.
Assim, podemos verificar como o Princípio da Continuidade é importante. Ele inclusive permite o efetivo confronto entre receitas e despesas para apuração do lucro mais próximo da realidade em cada período contábil (Princípio da Competência).
Caso ocorra situação desfavorável à sua continuidade, a entidade poderá ser investigada pelo conselho de contabilidade, podendo consequentemente ser encerrada, findando suas atividades.
Obs.: No Brasil, as punições sobre erros e fraudes contábeis se concentram nos administradores e contadores (incluído aqui também os auditores externos). Os contadores, além das sanções profissionais previstas nas normas do CFC, poderão sofrer punições previstas no Código Penal, no Código Civil e na legislação tributária do Imposto de Renda. O Banco Central do Brasil (BACEN) tem o poder de encerrar atividades das instituições financeiras que causem crimes contra o Sistema Financeiro Nacional (SFN).

### Princípio da Oportunidade
Refere-se ao momento em que devem ser registradas as variações patrimoniais, as quais devem ser feitas imediatamente e de forma integral, independentemente das causas que as originaram, contemplando os aspectos físicos e monetários.
A integridade dos registros é de fundamental importância para a análise dos elementos patrimoniais, pois todos os fatos contábeis devem ser registrados, incluindo os das filiais, sucursais e demais dependências de uma mesma entidade.
Caso seja tratado um fato futuro, o registro deve ser feito, caso exista como provar o seu valor. São os casos de provisões como o de férias, 13º salário, contingências, etc.

### Princípio do Registro pelo Valor Original
Os elementos patrimoniais devem ser registrados pela contabilidade por seus valores originais, expressos em moeda corrente do País. Assim, os registros da contabilidade são efetuados com embasamento no valor de aquisição do bem ou pelo custo de fabricação (vide contabilidade de custos), incluindo-se, ainda, todos os gastos que foram necessários para colocar o bem em condições de gerar benefícios presentes ou futuros para a empresa. Caso efetuem-se transações em moeda estrangeira, os valores correspondentes devem ser convertidos à moeda nacional.
Exemplo: o contador deve registrar os fatos contábeis de encerramento de uma empresa na data de sua ocorrência, de maneira íntegra e tempestiva, para que seus usuários, com base nessas informações, também registrem esses fatos nas suas empresas em geral.

### Princípio da Atualização Monetária (revogado pela Res. nº CFC 1.282/2010)
No Brasil, com o advento do Plano Real (1994), que vetou a "correção monetária de balanços", houve a mudança da denominação deste Princípio (a antiga era "Princípio da Correção Monetária"). Também o art. 185 da Lei nº 6.404/1976 já havia sido revogado pela Lei n.º 7.730/1989.
Mas, apesar da falta de base legal, houve no Brasil uma tensão no meio contábil, entre os órgãos reguladores (CFC e CVM) e a classe, por causa da resolução que admite a correção monetária apenas se a inflação passar de um determinado patamar: se a inflação superar 100% (em três anos) haveria tal atualização. Na verdade, essa resolução atende ao padrão internacional. Sucede, entretanto, que mesmo uma inflação baixa vai distorcer o real valor do patrimônio em poucos anos. A posição é antiga da classe contábil brasileira, mas é contestada ao não observar o padrão internacional. Porém, no âmbito da Contabilidade gerencial e na análise de balanços em moeda constante, essa informação poderá continuar a ser processada e fornecida aos gestores internos, que podem decidir por comunicar ou não seus resultados ao mercado.

### Princípio da Competência
O Princípio da Competência determina que os efeitos das transações e outros eventos, independentemente de recebidos ou não, devem ser registrados nos períodos a que a transação se efetuou.
Isto ocorre porque este princípio não está ligado a recebimentos e pagamentos, e sim às receitas auferidas e às despesas incorridas em determinado período. Portanto, o registro de todas as receitas e despesas de acordo com o fato gerador deve ser privilegiado, no período de competência, independentemente de terem sido recebidas as receitas ou pagas as despesas.
- A receita é considerada realizada:
  - no momento em que há a transferência do bem ou serviço para terceiros, efetuando estes o pagamento ou assumindo o compromisso firme de fazê-lo no futuro (exemplo: venda a prazo);
  - quando ocorrer a extinção de uma exigibilidade sem o desaparecimento concomitante de um bem ou direito (exemplo: perdão de dívidas ou de juros devidos);
  - pelo aumento natural dos bens ou direitos (exemplo: juros de aplicações financeiras);
  - no recebimento efetivo de doações e subvenções.
- A despesa é considerada incorrida quando:
  - ocorrer o consumo de um bem ou direito (exemplo: desgaste de máquinas);
  - ocorrer o surgimento de uma obrigação (exigibilidade) sem o correspondente aumento dos bens ou direitos (exemplo: contingências trabalhistas);
  - deixar de existir o correspondente valor do bem ou direito pela sua transferência de propriedade para um terceiro (exemplo: a baixa de mercadorias do estoque quando da efetivação da venda).

### Princípio da Prudência
Este princípio especifica que, ante duas alternativas igualmente válidas, para a quantificação da variação patrimonial, será adotado o menor valor para os bens ou direitos e o maior valor para as obrigações ou exigibilidades. Assim, quando se apresentarem opções igualmente aceitáveis diante dos outros Princípios Fundamentais de Contabilidade, será escolhida a opção que diminui ou acrescenta menos valor ao Patrimônio Líquido (PL).
Baseia-se na premissa de "nunca antecipar Lucros e sempre prever possíveis Prejuízos".
Essencialmente, resulta da adoção do menor valor para os componentes do Ativo e do maior valor para os componentes do Passivo, sempre que apresentarem alternativas igualmente válidas para o registro contábil. Isto refletirá diretamente no PL da empresa.
Desse modo, a aplicação do princípio da prudência resulta na obtenção do menor Patrimônio Líquido, entre aqueles possíveis diante de procedimentos alternativos de avaliação de fatos contabilizáveis.
Esse princípio tem por objetivo, de um lado, não registrar antecipadamente nenhum lucro e, do outro, registrar todas as despesas e perdas que forem possíveis. Em suma: nunca permitir que a contabilidade da empresa indique a existência de lucros que possam estar superestimados pela adoção de um critério, entre dois ou mais possíveis, que eventualmente venha a não corresponder à realidade. A correta aplicação deste princípio visa a impedir que prevaleçam, na escrituração contábil, juízos puramente pessoais ou outros interesses. Resumindo: Entre várias alternativas válidas para as receitas, considere a de menor valor; e, para despesas, a de maior valor. Exemplificando com dívida trabalhista: a empresa prevê pagar um ação entre R$ 3 000 e R$ 6 000; então, registra na contabilidade o valor maior (R$ 6 000), mesmo que existam mais chances de se pagar um valor menor.

## Ramos/Especializações
- Análise contábil
- Análise financeira
- Análise de balanço
- Auditoria
- Auditoria contábil
- Auditoria externa
- Perícia contábil
- Contabilidade ambiental
- Contabilidade de recursos humanos
- Contabilidade doméstica
- Contabilidade financeira
- Contabilidade de custos
- Contabilidade orçamentária
- Contabilidade tributária
- Contabilidade fiscal
- Contabilidade nacional
- Contabilidade empresarial
- Contabilidade estratégica
- Contabilidade internacional
- Contabilidade analítica
- Contabilidade administrativa
- Contabilidade pública
- Contabilidade gerencial
- Contabilidade comercial
- Contabilidade social
- Controladoria contábil
- Contabilidade patrimonial
- Contabilidade do terceiro setor
- Contabilidade de cooperativas
- Contabilidade rural

### Sistemas contábeis
- Sistema de informação contábil
- Sistema de custos
- Sistema de Controladoria
- Sistema orçamentário

## Museus de Contabilidade no Brasil
Apesar da contabilidade ser antiga, existem poucos museus que tem como objeto único de preservação a história da contabilidade No Brasil existem o Museu da contabilidade Brasileira e o Centro de memória da contabilidade. Paulista. Além disso, existem museus de duas empresas de contabilidade no mundo, que possuem museus e centros de Memória que são a BDO Brazil, que possui um museu da BDO RCS, que conta história da sua trajetória em são paulo, e também materiais das profissões e também a Ernest Young, que possui o Museu EY,que conta parte da trajetória da instalação da EY no brasil. O espaço de 10 m2 faz parte das instalações da universidade corporativa da empresa, a EY University (EYU). Compõem o acervo quase 100 peças entre fotos históricas, placas de prêmios e certificados que marcaram a história da empresa desde suas origens, no início do século XX, até os dias atuais.

## Legislação
BRASIL
- Lei nº 570 de 22 de Dezembro de 1948 — Altera dispositivos do Decreto-lei nº 9.295, de 27 de maio de 1946, que criou o Conselho Federal de Contabilidade e dá outras providências.[41]
- Decreto-Lei nº 9.295 de 27 de Maio de 1946 — Cria o Conselho Federal de Contabilidade, define as atribuições do Contador e do Guarda-livros, e dá outras providências.[42]

PORTUGAL
- Referências na legislação fiscal: O guarda-livros é sujeito à “décima militar” — Por Carta de Lei de 7 de abril de 1838, a profissão de guarda-livros é reconhecida nas leis fiscais como uma das profissões liberais sujeitas à “décima militar”, «1.º Sistema Fiscal Português».
- Breve História da Regulamentação da profissão de Contabilista em Portugal
- Regulamentação da profissão de Contabilista em Portugal (PDF download)
- Código de Ética Profissional do Contabilista (PDF download)
- A profissão de Contabilista em Portugal — visão empírica de alunos e profissionais (PDF download)
- Apotec — Evolução da profissão de Técnicos em Contas em Portugal
- Contabilidade, o acesso e o exercício da profissão em Portugal

## Fiscalização
BRASIL
- Conselho Federal de Contabilidade (CFC) com sede em Brasília (Distrito Federal).
- Os Conselhos regionais de contabilidade no Brasil fazem o cadastro do certificado de conclusão de curso superior, e fazem a emissão da carteira profissional das pessoas, para o exercício legal da profissão de Contador ou Auditor Contábil. E a legislação contábil em vigor impõe a fiscalização em profissionais e empresas da área de contabilidade, com punição legal àqueles que trabalharem de forma ilegal.
- Conselho Regional de Contabilidade:

1. Conselho Regional de Contabilidade do Estado do Rio de Janeiro[43]
2. Conselho Regional de Contabilidade do Estado de São Paulo[44]
3. Conselho Regional de Contabilidade do Estado de Tocantins[45]
4. Conselho Regional de Contabilidade do Estado do Rio Grande do Sul[46]
5. Conselho Regional de Contabilidade do Estado de Santa Catarina[47]
6. Conselho Regional de Contabilidade do Estado da Bahia[48]
7. Conselho Regional de Contabilidade do Estado de Minas Gerais[49]
8. Conselho Regional de Contabilidade do Estado do Amazonas[50]
9. Conselho Regional de Contabilidade do Estado do Ceará[51]
10. Conselho Regional de Contabilidade do Estado do Pará[52]
11. Conselho Regional de Contabilidade do Estado de Goiás[53]
12. Conselho Regional de Contabilidade do Estado do Espírito Santo[54]
13. Conselho Regional de Contabilidade do Estado de Mato Grosso[55]
14. Conselho Regional de Contabilidade do Estado de Alagoas[56]
15. Conselho Regional de Contabilidade do Estado de Pernambuco[57]

PORTUGAL
- Referências na legislação fiscal: O guarda-livros é sujeito à “décima militar”, «1.º Sistema Fiscal Português».

## Escândalos
O ano de 2001 testemunhou uma série de fraudes em informações financeiras envolvendo a Enron, a empresa de auditoria Arthur Andersen, a empresa de telecomunicações WorldCom, a Qwest e a Sunbeam, entre outras corporações bem conhecidas. Esses problemas destacaram a necessidade de revisar a eficácia das normas contábeis, regulamentações de auditoria e princípios de governança corporativa. Em alguns casos, a gestão manipulou os números apresentados nos relatórios financeiros para indicar um melhor desempenho econômico. Em outros, incentivos fiscais e regulatórios encorajaram a superalavancagem das empresas e decisões para assumir riscos extraordinários e injustificados.
O escândalo da Enron influenciou profundamente o desenvolvimento de novas regulamentações para melhorar a confiabilidade da prestação de contas financeiras e aumentou a conscientização pública sobre a importância de ter normas contábeis que mostrem a realidade financeira das empresas e a objetividade e independência das empresas de auditoria.
Além de ser a maior reorganização de falências da história americana, o escândalo da Enron é, sem dúvida, o maior fracasso de auditoria, causando a dissolução da Arthur Andersen, que na época era uma das cinco maiores empresas de contabilidade do mundo. Após uma série de revelações envolvendo procedimentos contábeis irregulares realizados ao longo da década de 1990, a Enron entrou com pedido de proteção de falência do Capítulo 11 em dezembro de 2001.
Uma consequência desses eventos foi a aprovação da Lei Sarbanes-Oxley nos Estados Unidos em 2002, como resultado das primeiras admissões de comportamento fraudulento feitas pela Enron. A lei aumenta significativamente as penalidades criminais por fraude de títulos, por destruir, alterar ou fabricar registros em investigações federais ou qualquer esquema ou tentativa de fraudar acionistas.